# Pistazieneisfall
Der Pistazieneisfall ist ein vom Bundesgerichtshof im Jahr 1999 rechtskräftig mit einem Freispruch der Angeklagten entschiedener deutscher Kriminalfall aus dem Jahr 1993. Am 21. Januar 1993 starb die siebenjährige Anna B. an einer Arsenvergiftung. Die Bezeichnung entstand, da ihr das Gift in einer Portion Pistazieneis verabreicht worden sein soll.

## Hintergrund
Die Eltern der späteren Angeklagten Elisabeth F. (* ca. 1954) und ihres zwei Jahre jüngeren Bruders Ernst-Rudolf B. waren Eigentümer einer Apotheke in Stuttgart, die sie schließlich verkauft hatten, nachdem keines der beiden Kinder an einer Übernahme interessiert war.
Elisabeth F. hatte zwar ein Pharmaziestudium begonnen, dies jedoch kurz vor dem Staatsexamen abgebrochen und war in die Werbebranche gewechselt. Sie heiratete später; ihr Ehemann war finanziell gut situiert. F. trug ihren Reichtum gern zur Schau: sie fuhr einen Porsche, trug teure Kleidung und hielt drei Rassehunde. Sie lebte zum Tatzeitpunkt in Königstein im Taunus. Elisabeth F. litt an Lymphdrüsenkrebs und konnte auf Grund ihres Zustandes keine Kinder bekommen.
Ernst-Rudolf und Benedikte B. heirateten 1981; am 3. Februar 1985 wurde die gemeinsame Tochter Anna geboren, das einzige Kind der Familie. Die Schwangerschaft löste bei Benedikte B. Multiple Sklerose aus; zu Annas Todeszeitpunkt war sie bereits auf Krücken angewiesen.
Der Vater von Elisabeth F. und Ernst-Rudolf B. starb am 17. März 1987 im Alter von 65 Jahren, nachdem er in einer Tiefgarage zusammengebrochen war; Ärzte vermuteten einen Schlaganfall. Die Mutter starb acht Monate später, am 18. November 1987, im Alter von 60 Jahren, nachdem ihr Blutdruck aus ungeklärter Ursache stark abgesunken war und sie das Bewusstsein verloren hatte. In beiden Fällen war Elisabeth F. in Stuttgart, was in den späteren Ermittlungen  als Indiz gewertet wurde, sie könnte eine Serienmörderin sein. F. führte dagegen an, ihr Vater habe an Diabetes sowie an Leberschäden und Herzproblemen gelitten. Die Mutter habe schon seit Jahren an schwer zu behandelnden Anfällen gelitten.
Elisabeth F. und Ernst-Rudolf B. erbten mehrere Millionen D-Mark von ihren Eltern. F. erteilte ihrem Bruder eine Generalvollmacht zur Verwaltung des Erbes.
Die Familie B. lebte zum Tatzeitpunkt in Tamm-Hohenstange bei Stuttgart. Ernst-Rudolf B. hatte eine gut bezahlte Stellung als Manager, doch lebte die Familie bescheiden. Die Eltern, beide gläubige Katholiken, waren darauf bedacht, ihre Tochter nicht zu verwöhnen und früh zur Selbstständigkeit zu erziehen; sie musste oft im Haushalt helfen. Anna B. hing sehr an ihren Eltern und hatte bisweilen Angst um ihre Mutter.
Trotz der Unterschiede war das Verhältnis zu B.s Schwester F. herzlich. Diese war Taufpatin von Anna B. und hatte ein gutes Verhältnis zu ihrer Nichte. Nach eigener Aussage beabsichtigte sie, Anna B. als Alleinerbin ihres Vermögens einzusetzen.

## Hergang
Am 20. Januar 1993 besuchte F. die Familie B., um einen ihrer Hunde am nächsten Tag in Stuttgart zu einem Tierarzttermin zu bringen. Ihrer Nichte brachte sie eine Packung Pistazieneis mit.
Um 19:45 Uhr verließen die Eltern das Haus, um einen religiösen Vortrag zu besuchen. Anna B. führte zunächst die drei Hunde ihrer Tante aus und kehrte dann nach Hause zurück. Dort gab F. ihr das mitgebrachte Pistazieneis zu essen, dazu Schokoladensauce aus einer angebrochenen Flasche im elterlichen Kühlschrank. Anna B. aß drei Portionen; auch F. selbst aß von dem Pistazieneis, jedoch keine Schokoladensauce. Danach wurde Anna B. von F. zu Bett gebracht.
Die Eltern kehrten gegen 22:00 Uhr zurück, zwischen 22:00 und 22:30 Uhr musste sich Anna B. zum ersten Mal übergeben und klagte über starke Übelkeit. Ihre Mutter gab ihr schwarzen Tee und Uzara, ein Magenmittel auf pflanzlicher Basis. Die Eltern nahmen ihre Tochter mit ins Ehebett; F. übernachtete im Gästezimmer.
Über Nacht verschlechterte sich Anna B.s Zustand: sie musste sich viermal pro Stunde übergeben und litt unter Krämpfen und Durchfall. Ihr Vater verabreichte ihr Kohletabletten; gegen 5:00 Uhr schlief sie ein. Gegen 7:00 zeigte sie Gleichgewichts- und Bewusstseinsstörungen und brach im Bad zusammen. F. wurde erst jetzt auf den Zustand ihrer Nichte aufmerksam und trug sie ins Bett. Eltern und Tante fuhren mit dem Mädchen zum Kinderarzt, dessen Praxis aber noch geschlossen war, und weiter ins Krankenhaus in Ludwigsburg. Während der Fahrt versuchte F., ihre Nichte wach zu halten.
Trotz intensivmedizinischer Behandlung begann Anna B.s Herz ab 11:00 Uhr auszusetzen, um 11:32 Uhr wurde sie für tot erklärt.
F. war aus dem Krankenhaus wieder ins Haus ihres Bruders zurückgekehrt, hatte ihren Hund zum vereinbarten Tierarzttermin gebracht, sich dann geduscht und umgezogen, den erst halb vollen Geschirrspüler eingeschaltet und kehrte erst gegen 12:00 wieder ins Krankenhaus zurück. Dort erfuhr sie durch ihren Bruder vom Tod ihrer Nichte.

## Ermittlungen
Bereits in der Klinik ergaben sich Hinweise auf eine Vergiftung und die Giftzentrale wurde noch während der Behandlung alarmiert. Die Polizei nahm die Ermittlungen auf, doch wurden trotz des naheliegenden Verdachts auf Lebensmittelvergiftung keine Lebensmittelvorräte im Haus der Familie beschlagnahmt. Benedikte B. entsorgte umgehend sämtliche Lebensmittelvorräte im Haus.
Die Eltern stimmten einer Obduktion ihrer Tochter nur widerwillig zu; vor allem die Mutter hatte sich zunächst dagegen gewehrt. Letztendlich wurde die Obduktion durchgeführt; Anna B.s Leichnam wurde danach eingeäschert und bestattet.
Knapp zwei Wochen nach dem Tod von Anna B. ging bei dem Eishersteller ein Erpresserbrief ein, in dem 80000 DM gefordert wurden und mit der Vergiftung von Produkten gedroht wurde. Der Erpresser, der sich als “Mr. Calva” bezeichnete, meldete sich noch ein weiteres Mal, doch kam es zu keinen weiteren Kontakten und zu keiner Geldübergabe. Als Indiz gegen einen Zusammenhang wurde angeführt, dass es für einen aus finanziellen Motiven handelnden Produkterpresser untypisch sei, erst Lebensmittel zu vergiften und dann eine Drohung auszusprechen; auf andere Tatmotive wurde nicht näher eingegangen. Gegen einen Zusammenhang sprach jedoch auch die Aussage von F., selbst von dem Eis gegessen zu haben.
Etwa acht Wochen nach dem Tod von Anna B. ergab die Obduktion, dass sie mit Arsentrioxid, einem geruchs- und geschmacklosen Pulver, vergiftet worden war. Sie hatte das 20- bis 50-fache der tödlichen Dosis zu sich genommen. Da eine derartige Dosis nach spätestens eineinhalb bis zwei Stunden Brechreiz auslöst, konnte Anna B. das Gift nicht vor 20 Uhr verabreicht worden sein. Essen oder möglicherweise geschenkte Süßigkeiten, die Anna im Lauf des Tages zu sich genommen hatte, schieden damit aus. Ob Anna B. bei ihrem Spaziergang mit den Hunden ihrer Tante möglicherweise vergiftete Süßigkeiten geschenkt bekommen hatte, konnte im Zuge der Ermittlungen nicht geklärt werden. Damit kamen nur Benedikte B., Ernst-Rudolf B. oder Elisabeth F. als Täter in Frage. Möglicherweise war Anna B. das Gift mit dem Pistazieneis oder der Schokoladensauce verabreicht worden. In Betracht kam auch, dass Anna B.s Erbrechen zunächst nur durch die große Eisportion ausgelöst worden war und ihr das Arsen erst mit dem Tee oder den Magentropfen verabreicht wurde.
Sowohl Elisabeth F. als auch Ernst-Rudolf B. besaßen zur Tatzeit noch Schlüssel zu der seit Jahren verkauften Apotheke ihrer Eltern. In dieser waren nach Aussage des neuen Besitzers noch zwei Fläschchen Arsen in Altbeständen vorhanden. Auch im Haus der Familie B. befand sich eine alte Feldapotheke, die Arsen enthielt, jedoch in einer für Menschen ungefährlichen Menge.
Zunächst wurde gegen alle drei Tatverdächtigen ermittelt; auffallend war, dass alle drei Personen sehr beherrscht und reserviert wirkten. Auch wurde die Theorie aufgestellt, der Mordanschlag könnte nicht Anna B., sondern einem der an diesem Abend anwesenden Erwachsenen gegolten haben.
Letztendlich konnte für keinen der drei Tatverdächtigen ein schlüssiges Motiv gefunden werden. Dem Umstand, dass multiple Sklerose auch psychische Störungen auslösen kann und Benedikte B. an wahnhaften geistigen Störungen gelitten haben könnte, wurde keine größere Bedeutung zugesprochen.
Zuletzt konzentrierten sich die Ermittlungen auf Elisabeth F., die durch ihr Verhalten, das als völlig unbetroffen geschildert wurde, auffiel. Trotz des schlechten Zustandes von Anna B. habe sie die Klinik verlassen, um ihren Hund zur Tierärztin zu bringen. Auf der Beerdigung ihrer Nichte wurde ihr Verhalten als ausgelassen beschrieben, sie war stark geschminkt erschienen und hatte unpassende Bemerkungen gemacht.
Als Indiz wurde außerdem gewertet, dass sie an beiden Tagen, an denen ihre Eltern unter ungeklärten Ursachen gestorben waren, zugegen gewesen war. Auch war Anna B. bereits im November 1992 bei einem Besuch von F. übel geworden, was als möglicher erster, erfolgloser Mordversuch gedeutet wurde. Dass sie am Morgen nach der Tat den nur halb vollen Geschirrspüler im Haus ihres Bruders einschaltete, in der sich auch die Glasschale befand, aus der Anna B. am Vorabend das Eis gegessen hatte, wurde als Indiz auf eine mögliche Spurenbeseitigung gewertet, zumal sie diesen Umstand gegenüber ihrem Bruder in dem Moment erwähnte, als sie vom Tod ihrer Nichte erfuhr. Außerdem wurde als erwiesen angesehen, dass F. Zugang zu Arsen hatte und durch ihr Pharmaziestudium über die nötigen Kenntnisse verfügte, um einen Menschen damit zu vergiften.
Auf die Festnahme durch die Polizei gut ein Jahr nach dem Tod ihrer Nichte reagierte F. gefasst. Auf jede während der Vernehmung gestellte Frage konnte sie eine Antwort geben, die Hinweise auf ihre Täterschaft entkräftete.
Die Leichen der Eltern von F. und B. waren eingeäschert worden. Die Asche wurde exhumiert und auf Arsen untersucht, ohne dass verdächtige Konzentrationen festgestellt wurden, so dass in dieser Richtung nicht weiter ermittelt wurde.
Mehrere psychiatrische Gutachten zum Geisteszustand von Elisabeth F. fanden keinerlei Auffälligkeiten wie etwa Ängste, Zwänge, Depressionen oder Paranoia.

## Sachverhalt
Nach dem Vortrag der Staatsanwaltschaft kam Anna B. durch eine absichtlich herbeigeführte Arsenvergiftung zu Tode. Ihre Tante Elisabeth F. soll dem Mädchen am Vorabend Pistazieneis zu essen gegeben haben, das die tödliche Dosis Arsen enthalten haben soll. Als mögliches Motiv wurde angegeben, dass die Tante selbst aus medizinischen Gründen keine Kinder bekommen konnte und die Tötung ihrer Nichte gewissermaßen eine Eifersuchtshandlung gewesen sein soll. Zudem habe die Tante als Apothekers-Tochter Zugang zu Arsen gehabt und habe über die Dosierung von Arsen Bescheid gewusst. Vor allem wurde als Indiz zu Lasten der Tante gewertet, dass sie am Vormittag des 21. Januar 1993 die Pistazieneis-Schale in der Spülmaschine ausgewaschen und so mögliche Giftrückstände in der Schale beseitigt habe.
Es stand zwar fest, dass Anna durch eine tödliche Dosis Arsen zu Tode gekommen war. Es blieb aber im Unklaren, ob Träger des Arsens tatsächlich das Pistazieneis war, oder ob das Arsen dem Opfer doch vermittels eines anderen Trägers beigebracht worden war, insbesondere durch einen Tee am Vorabend. Im Anschluss an den Todesfall war ein Produkterpresser an den Hersteller des Pistazieneises herangetreten, drohte mit weiteren Vergiftungen von Eisschalen des Herstellers und wollte auf diese Weise von dem Eishersteller einen Geldbetrag erpressen. Annas Eltern sowie dieser Produkterpresser wurden zwar als Verdächtige in Betracht gezogen, entsprechende Ermittlungen waren aber eingestellt worden. Als mögliches Mordmotiv der Mutter war in Betracht gezogen worden, dass die Multiple-Sklerose-Erkrankung der Mutter ihre Ursache in Annas Geburt gehabt hatte und die Mutter sich auf diese Weise gewissermaßen an ihrer Tochter gerächt haben könnte. Annas Mutter könnte die Tat in einem krankheitsbedingten sogenannten geordneten Wahn begangen haben. Als mögliches Motiv des Vaters war in Betracht gezogen worden, dass der Vater die Absicht gehabt haben könnte, nach Annas Tod ein neues Leben anzufangen.
Im Ergebnis der Ermittlungen war aber nur Annas Tante wegen Mordes an ihrer Nichte angeklagt worden. Sie wurde aber nach einigen Jahren Prozessdauer durch Urteil des 1. Strafsenats des Bundesgerichtshofes vom 19. Januar 1999 (1 StR 171/98) vom Vorwurf des Mordes mangels Tatnachweises rechtskräftig freigesprochen.

## Verfahrensgang
Zunächst wurde die Angeklagte, Annas Tante, durch Urteil des Landgerichts Stuttgart verurteilt. Dieses Urteil wurde aber durch Entscheidung des Bundesgerichtshofs vom 31. Juli 1996 (BGH 1 StR 274/96; sog. Pistazieneis-Fall I) aufgehoben und die Sache zur anderweitigen Verhandlung und Entscheidung an das Landgericht Heilbronn zurückverwiesen. Das Landgericht Heilbronn verurteilte die Angeklagte sodann auch in diesem zweiten Durchgang erneut wegen Mordes an ihrer Nichte. Schließlich wurde aber die Angeklagte durch Urteil des Bundesgerichtshofs vom 19. Januar 1999 (1 StR 171/98; sog. Pistazieneis-Fall II) vom Vorwurf des Mordes mangels Tatnachweises rechtskräftig freigesprochen. Der Generalbundesanwalt hatte die Revision zuvor als „offensichtlich unbegründet“ beurteilt.

## Juristische Bewertung
Die der Angeklagten unterstellten inneren Beweggründe, Indizien und Motive erweisen sich als nicht hinreichend tragfähig für eine Verurteilung: Kein aussagekräftiges Indiz ist etwa das auffällige Verhalten der Angeklagten am Vormittag des 21. Januar 1993 und bei der nachfolgenden Trauerfeier. Auch die als sogenannte Vorwärtsverteidigung apostrophierte Verteidigungsstrategie der Angeklagten stellt kein hinreichendes Indiz dar. Insgesamt ist festzustellen, dass tatnahe Indizien fehlen. Es liegen nur allgemein gehaltene, aber keine unmittelbar tatbezogenen Äußerungen der Angeklagten vor. Vielmehr ergeht sich das Urteil des Landgerichts vor allem in Spekulationen über innere Vorgänge der Angeklagten oder in Vermutungen. Insgesamt ist festzustellen, dass das Landgericht die Täterschaft von Annas Tante gewissermaßen gedanklich vorausgesetzt und eine Täterschaft von Annas Eltern in derselben Weise von vornherein ausgeschlossen hatte. Das Landgericht hat in seinem Urteil mit zweierlei Maß gemessen. Mangels Tatnachweises war die Verurteilung deswegen aufzuheben. Eine Zurückverweisung zu einer erneuten Verhandlung und Entscheidung in einem dritten Durchgang schied aus, weil von einer erneuten Verhandlung keinerlei neue Erkenntnisse zu erwarten waren.

## Juristische Bedeutung
Die juristische Bedeutung des Pistazieneisfalls liegt in folgenden zwei Punkten begründet:
Der Bundesgerichtshof (BGH) fungiert als Revisionsgericht, nicht als Tatsachen ermittelnde Instanz. Das bedeutet, dass der BGH eine Entscheidung, die er für rechtswidrig erachtet, aufhebt und die Sache an das zuletzt mit der Sache befasste Gericht zur erneuten Verhandlung und Entscheidung zurückverweist (dies war im vorliegenden Fall schon zweimal geschehen, die Landgerichte hatten die Angeklagte jeweils erneut schuldig gesprochen). Er trifft im Regelfall keine endgültige Entscheidung in der Sache. Im Pistazieneisfall entschied sich der BGH jedoch dagegen, die Sache ein drittes Mal an ein Landgericht zurückzuverweisen und sprach die Angeklagte vom Vorwurf des Mordes frei. Dieser zulässige Ausnahmefall ist in § 354 Abs. 1 StPO geregelt und nur dann möglich, wenn die Aufhebung des Urteils allein aus rechtlichen Gründen erfolgt. Das bedeutet, dass das angeklagte Verhalten gar nicht strafbar war, also kein Straftatbestand erfüllt wurde. Mithin wird auch hierbei keine Tatsachenermittlung durch das Revisionsgericht betrieben.
Der 1. Strafsenat des Bundesgerichtshofes hat dem Tatrichter die Grenzen der freien richterlichen Beweiswürdigung (§ 261 StPO) aufgezeigt: Eine Verurteilung darf nicht nur auf die subjektive Überzeugung des Tatrichters gestützt werden, sondern der Tatrichter muss für seine Verurteilung auch und vor allem hinreichend objektivierbare Anhaltspunkte angeben können. Vermag der Tatrichter keine objektivierbaren Anhaltspunkte für seine Verurteilung anzugeben, darf er einen solchen Mangel nicht durch seine subjektive Überzeugung überspielen. Der Tatrichter muss dann zugunsten des Angeklagten den Entscheidungsgrundsatz in dubio pro reo („Im Zweifel für den Angeklagten“) anwenden und den Angeklagten mangels Tatnachweises vom Schuldvorwurf freisprechen.